# Abnakis
Els abnakis o abenakis són una confederació de tribus ameríndies, la parla dels quals pertany a les llengües algonquines. Antigament ocuparen la costa litoral de Maine, als EUA. Actualment, els abnakis que són reconeguts amb aquest nom viuen a les reserves de Welinak i Odanok (Quebec), al llarg del riu Sant Llorenç. El seu nom procedia de wabunaki "els qui viuen a llevant". Comprenia les tribus dels norridgewocks, penobscots, passamakoddys, maliseets, sokokis i arosaguntacoks. Excepte les dues últimes, les altres ara es consideren tribus independents.

## Demografia
La Confederació comprenia el 1600 uns 20 llogarrets i potser 12.000 abnakis orientals i 14.000 occidentals, però havien estat reduïts a 3.000 el 1611. El 1990 n'eren uns 1 811 a Quebec. La seva llengua, però, només tenia 50 parlants el 1960.
Segons dades del cens dels EUA del 2000, l'Abenaki Nation of Missiquoi té 2.385 membres purs, 137 barrejats amb altres tribus, 2.686 barrejats amb altres races i 264 barrejats amb altres races i altres tribus. En total, 5 472 individus.
Al Quebec hi havia 2 037 individus repartits entre les comunitats d'Odanak (1 819 individus) i Wôlinak (218 individus). En total, hi ha 7.509 individus.

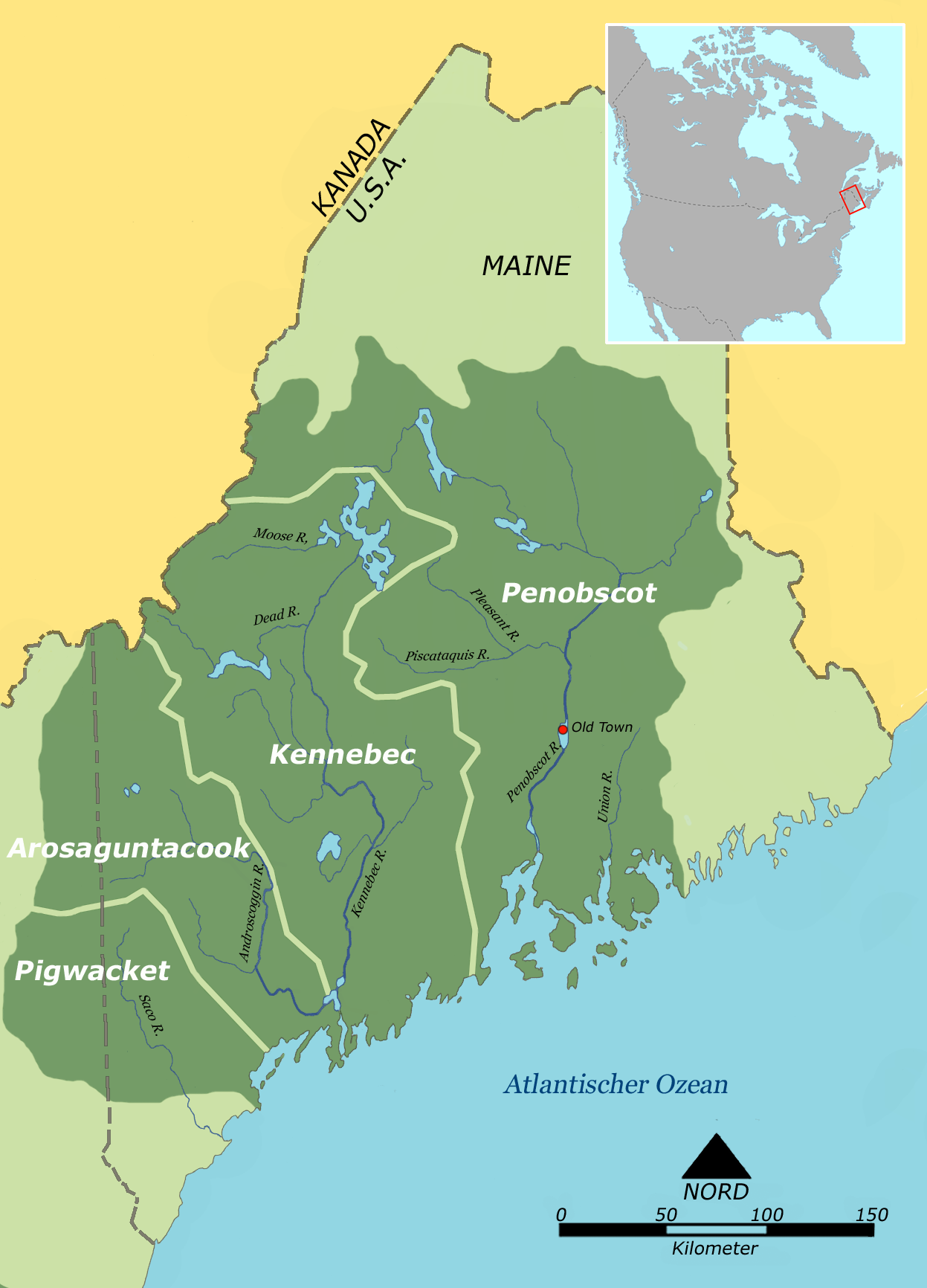
Territori dels abnaki

## Costums
La Confederació fou formada com a Lliga de resistència i protecció contra els atacs de la Confederació iroquesa, especialment dels mohawks. Ocupava totes les tribus de Nova Anglaterra i Nova Brunswick, i fins i tot un temps va acollir els lenapes.
Principalment vivien de la cacera i de la pesca. El blat de moro era conreat al llarg de la costa, i més intensament de nord a sud. Al nord vivien en wigwams d'escorça de cedre en forma de cúpula i amb forat al sostre, habitats per diverses famílies. La cacera s'obtenia amb llaços i trampes, i arcs i fletxes. Anomenaven gluskabe l'escorça de bedoll, en honor d'un heroi diví que demanà als arbres que curessin del seu poble.

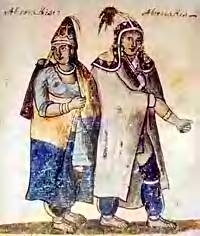
Parella d'abnakis,

Cada tribu consistia en petites bandes comandades per un cabdill o cap civil, el qual dirigia però tenia poques obligacions d'autoritat; alhora, tenien un cap guerrer. Les guerres les decidia un Consell General format per tots els homes i dones membres de la tribu. Un Gran Consell de cabdills i representants de cada família decidia altres qüestions d'importància per al grup.
També havien institucionalitzat la companyonia, amb responsabilitats mútues que unien els dos homes per a tota la vida. Com la resta de tribus algonquines, creien en Manitú com a força sobrenatural que estava a l'interior de qualsevol ésser viu. També creien en un heroi cultural que un dia havia de tornar per tal d'ajudar la tribu en temps de gran necessitat, i que encara avui dia persisteix. Els seus cants són d'una intensa poesia.

## Història
Foren una de les primeres tribus que van contactar amb els blancs, cosa que els provocaria una forta davallada de la població i un canvi en els relacions econòmiques amb les altres tribus.
Des del 1625 comerciaren pells de castor amb la colònia de Plymouth. Fins aleshores es dedicaven a la cacera d'ocells aquàtics i al conreu estacional de moresc. El canvi que els obligà a marxar a l'interior a caçar amb grups familiars facilitaria el 1632 la penetració dels jesuïtes.

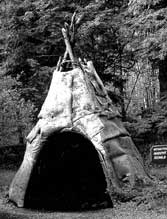
Wigwam abnaki fet d'escorça

Eren amics dels blancs, i per influència dels missioners francesos del segle xvii s'aliaren amb els francesos des que Jean Vincent de l'Abbadie, baró de Saint Castin, va fer un port d'exportació de pells a Castine (Maine) i es casà amb la filla d'un sagamore o sachem abnaki. Quan els anglesos destruïren la seva casa el 1688, els abnakis reaccionaren destruint les colònies angleses de Saco (Maine), Dover i Salmon Falls, Haverhill i Deerfield i s'implicaren a la Guerra del Rei Guillem (1689-1695), a la Guerra de al Reina Anna (1702-1713) i a la Guerra del Rei Jordi (1744-1748).
Foren vençuts pels anglesos a les batalles de Norridgewock el 1724 i Peqwawket el 1725. El 1757 s'aliarien amb Louis-Joseph de Montcalm contra els anglesos a la Guerra Franco-Índia, però el 1763 s'hagueren de sotmetre quan dominaren tot el Canadà. Des d'aleshores es van retirar a aquest país, establint-se, amb els pennacooks i sokokis primer a Saint Francis, a Ontario i després al Quebec.
En l'actualitat el membre més destacat de la nació abnaki és l'escriptor Joseph Bruchac.